# Tomahawk (hache)
Pour les articles homonymes, voir Tomahawk.

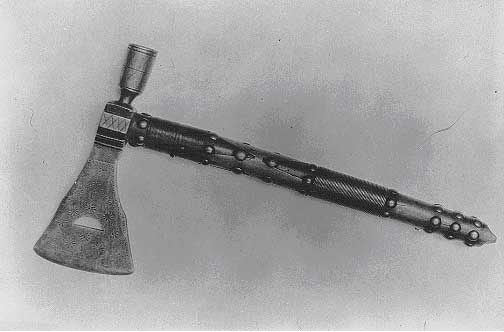
Un tomahawk (début du XIXe siècle.

Un tomahawk est une hache à manche droit utilisée par les Nord-Amérindiens.

## Histoire

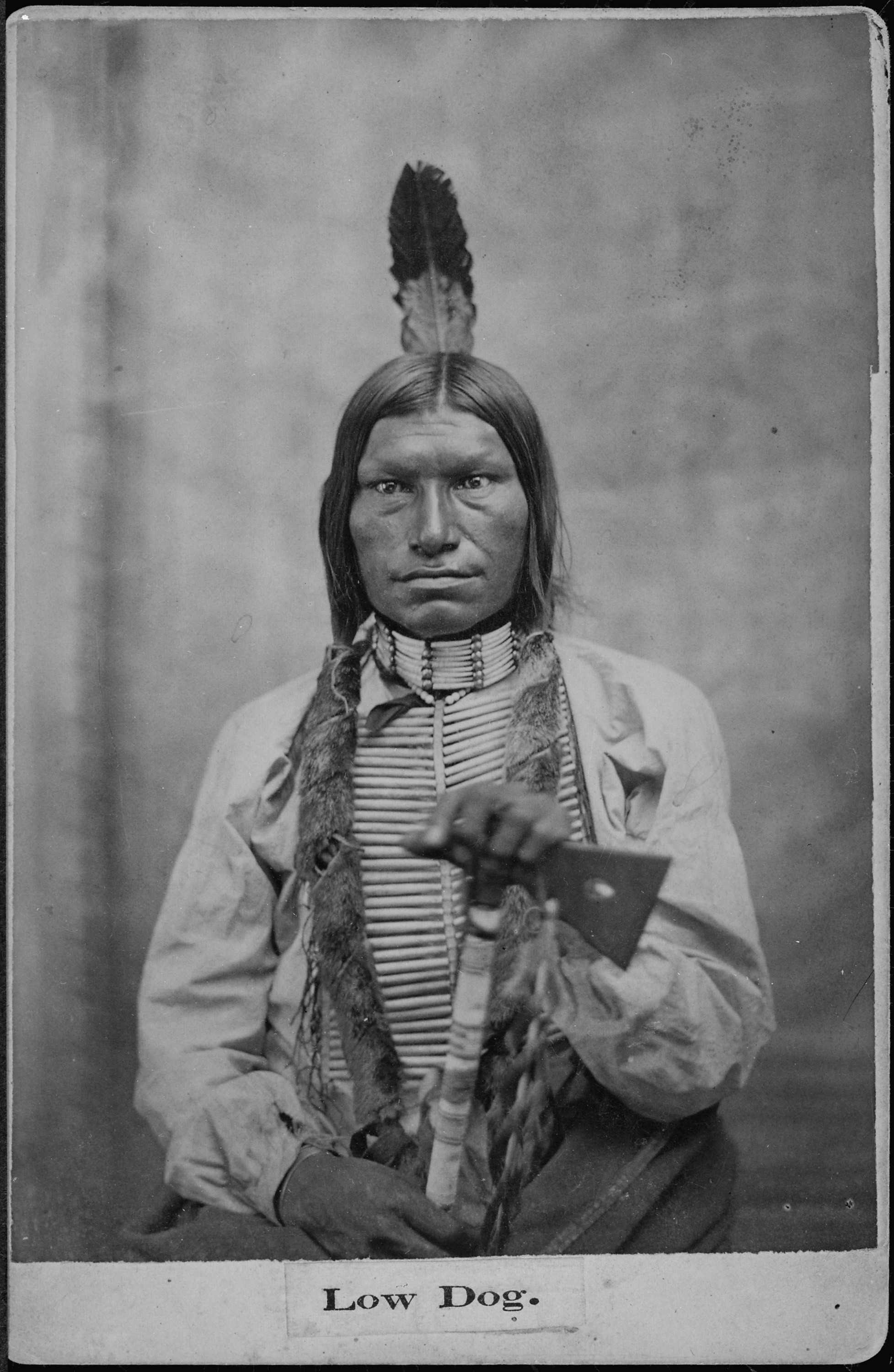
Un Lakota tenant un tomahawk (vers 1881-1885).

Le nom « tomahawk » vient de l'algonquin « oto:mahùk » qui signifie « frapper » ou « renverser ». Lorsque les Autochtones d'Amérique déterraient la fameuse « hache de guerre », elle se retrouvait plantée dans un poteau jusqu'à la fin de la guerre[réf. nécessaire].
Le mot « tamohake » apparait dans les journaux de Strachey, secrétaire de la colonie de Jamestown en 1610-1612, alors que celui-ci traduit les mots autochtones pour les outils des Britanniques.

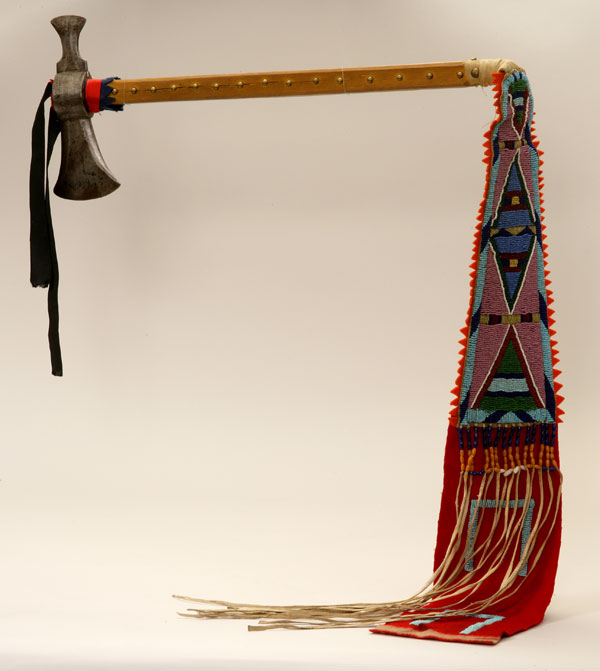
Un tomahawk nez-percé.
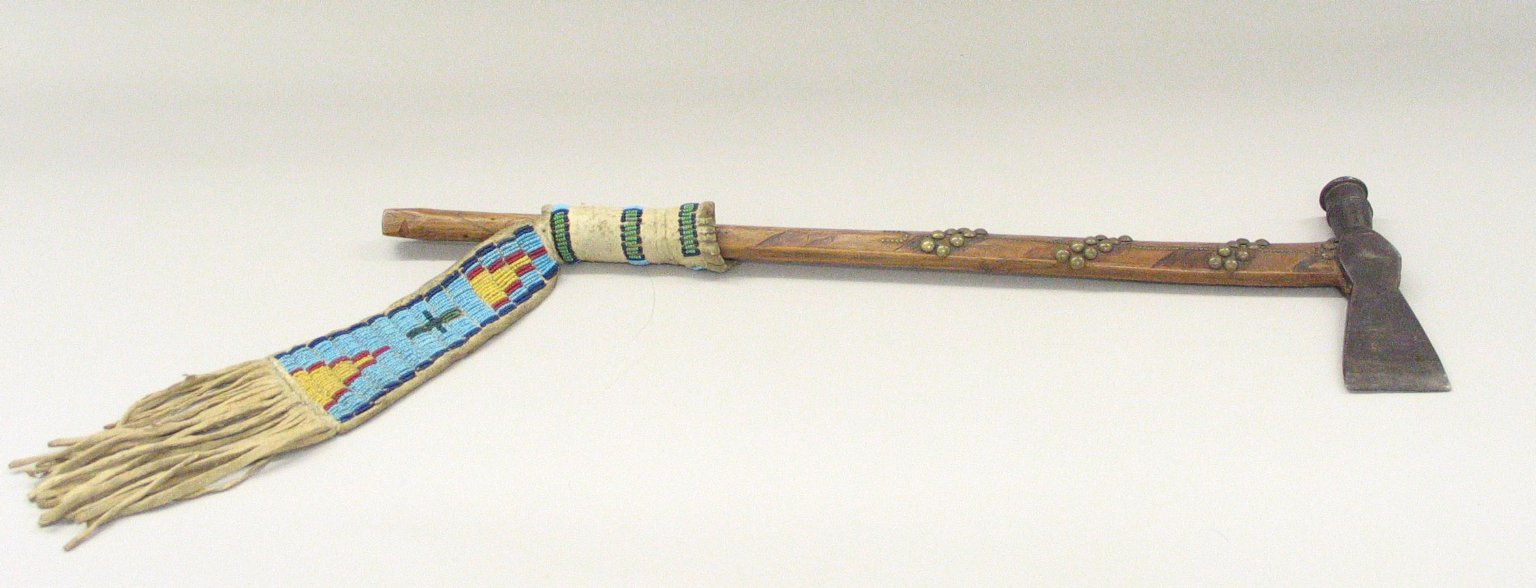
Tomahawk sioux (fin du XIXe siècle-début du XXe siècle), au Brooklyn Museum.

## Utilisations modernes

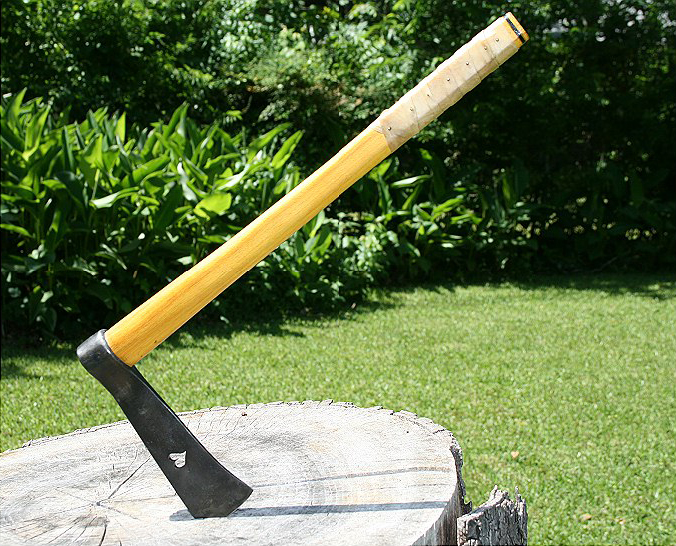
Un modèle de tomahawk contemporain de forme traditionnelle.

En 1966, Peter LaGana, ex US Marine et vétéran de la Seconde Guerre mondiale fonde l'« American Tomahawk Company » et fabrique environ 4 000 tomahawks de 1966 à 1970, principalement vendus aux forces américaines au Viêt Nam. Le modèle moderne conserve les proportions du tomahawk amérindien mais le dote d'une pointe renforcée, à l'opposé de la lame[réf. souhaitée].

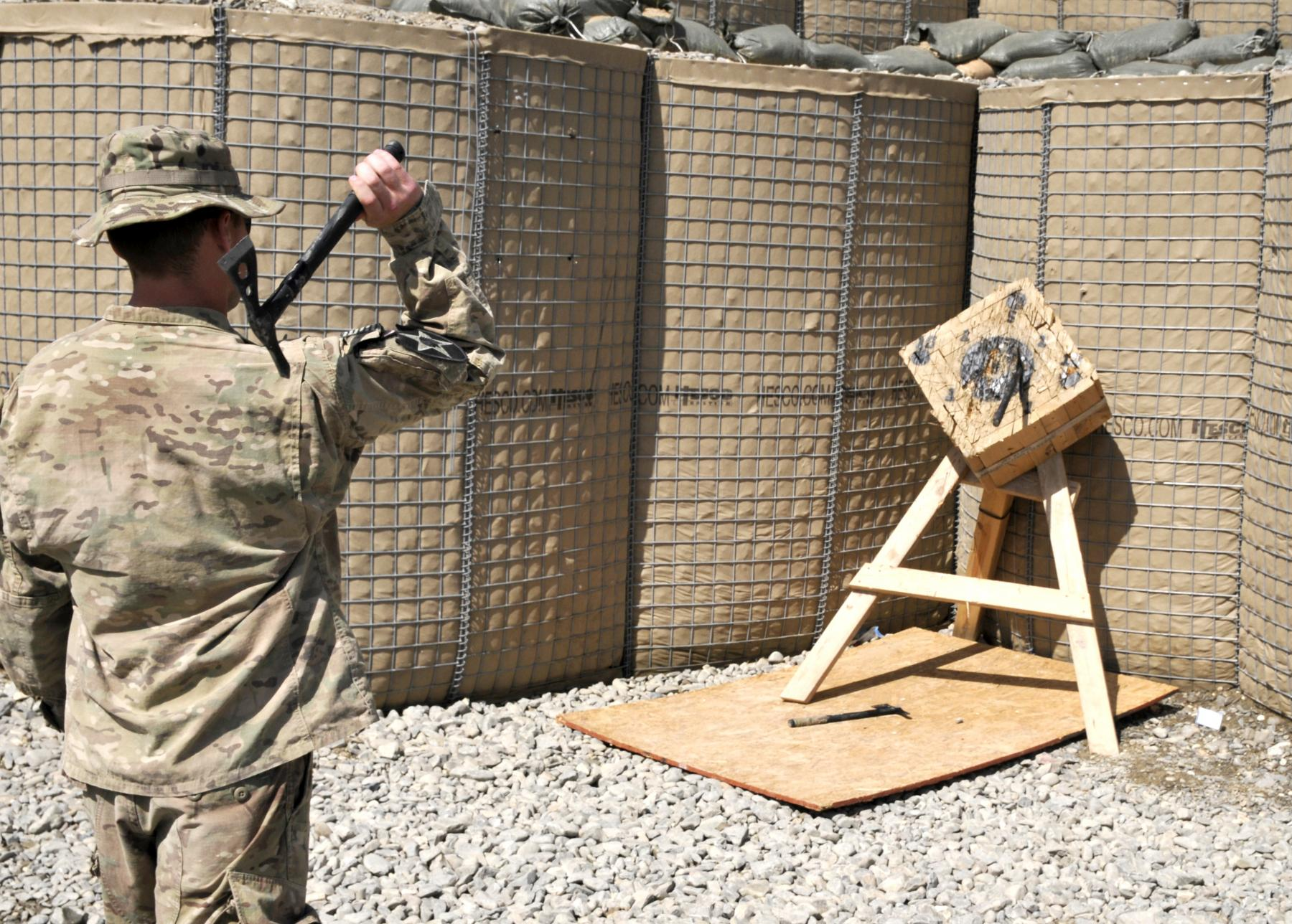
Un soldat de l'armée américaine lance un tomahawk moderne sur une cible lors d'une compétition à la base de Spin Boldak à Kandahar, Afghanistan (2013).

En 2000, Andy Handy Prisco propose à LaGana de rouvrir l'American Tomahawk Co. et de reprendre la production de tomahawks. Priscos commercialise plusieurs modèles de tomahawks anciens et plusieurs modèles de tomahawks modernes à manche synthétique, ou fabriqués dans une seule pièce d'acier. De nombreuses unités des forces spéciales américaines utilisent régulièrement le tomahawk, par exemple en Irak ou en Afghanistan.[réf. souhaitée]

## Dans la culture populaire

### Littérature
Dans Le Camp des morts (2006), de Craig Johnson, deuxième roman de la série Walt Longmire, le propriétaire de la taverne Red Pony, Henry Standing Bear, Amérindien cheyenne  et ami d'enfance du shérif Longmire, recourt à un tomahawk lors d'une péripétie importante du roman.

### Cinéma
Dans Lone Ranger : Naissance d'un héros, film de Gore Verbinski (2013), elle est l'arme favorite (qu'on ne verra pourtant que très peu) de Tonto, le coéquipier du justicier masqué.
Elle est utilisée par Mel Gibson, alias Benjamin Martin, dans le film The Patriot de Roland Emmerich (2000), qui retrace une partie de la guerre d'indépendance des États-Unis.

### Jeux vidéo
Cette arme est utilisée dans de nombreux jeux vidéo (notamment les jeux de tir à la première personne et les jeux de combat).